# 双教堂镇 (佩纳菲耶尔)
双教堂镇（葡萄牙語：Duas Igrejas）是葡萄牙波尔图区佩纳菲耶尔的一个堂区。总面积6.11平方公里，总人口2495人，人口密度408.3人/平方公里。